# Malthinus bandamensis
Malthinus bandamensis là một loài bọ cánh cứng trong họ Cantharidae. Loài này được Palm miêu tả khoa học năm 1975.